# Dante Palladino
Dante Palladino (Napoli, 8 dicembre 1959) è un attore e sceneggiatore italiano.

## Biografia
Attore di teatro recita nel 2008 nella fiction Crimini bianchi con la regia di Alberto Ferrari. Nel 2008 recita nella ottava serie di Distretto di Polizia con la regia di Alessandro Capone.
All'attività di attore affianca quella dello sceneggiatore e ha collaborato per la produzione di fiction come Crimini bianchi e Distretto di Polizia. È stato inoltre uno dei produttori del film del 1994 Vukovar, jedna prica con la regia di Boro Draskovic. " La mia Generazione" con la regia di Wilma Labate. Nonché il primo sceneggiatore della famosa soap  Un posto al sole (soap opera)  . Capo sceneggiatore di elle soap" Cuori Rubati " Rai 2 2002-2003, "Vivere" , 2003-2005. Studia sceneggiatura e produzione a New York (School of media Arts) e Londra (Master alla City University)

## Televisione
- Questa è la mia terra - regia di Raffaele Mertes (2006-2008)
- Crimini bianchi - regia di Alberto Ferrari (2008)
- Distretto di Polizia 8 - regia di Alessandro Capone (2008)
- R.I.S. Roma - Delitti imperfetti - regia di Fabio Tagliavia, episodio 1x05 (2010)
- Benvenuti a tavola - Nord vs Sud - regia  Francesco Miccichè (2012)

## Sceneggiatore/Produttore
- Vukovar, jedna prica - regia di Boro Draskovic (1994)
- Questa è la mia terra (2006-2008)
- Crimini bianchi (2008)
- Distretto di Polizia (2008-2010)
- Solo per amore (2015-2017)